# Nompatelize
Nompatelize település Franciaországban, Vosges megyében. Lakosainak száma 535 fő (2022. január 1.). Nompatelize Étival-Clairefontaine, La Bourgonce, Saint-Michel-sur-Meurthe, Saint-Remy, La Salle és La Voivre községekkel határos.

## Népesség
A település népességének változása:
| Lakosok száma | 560  | 556  | 563  | 541  | 541  | 542  | 533  | 524  | 535  |
|               | 2013 | 2015 | 2016 | 2017 | 2018 | 2019 | 2020 | 2021 | 2022 |